# Sorubim lima
Sorubim lima är en fiskart som först beskrevs av Bloch och Schneider, 1801.  Sorubim lima ingår i släktet Sorubim och familjen Pimelodidae. Inga underarter finns listade i Catalogue of Life.